# Phyle (Festung)

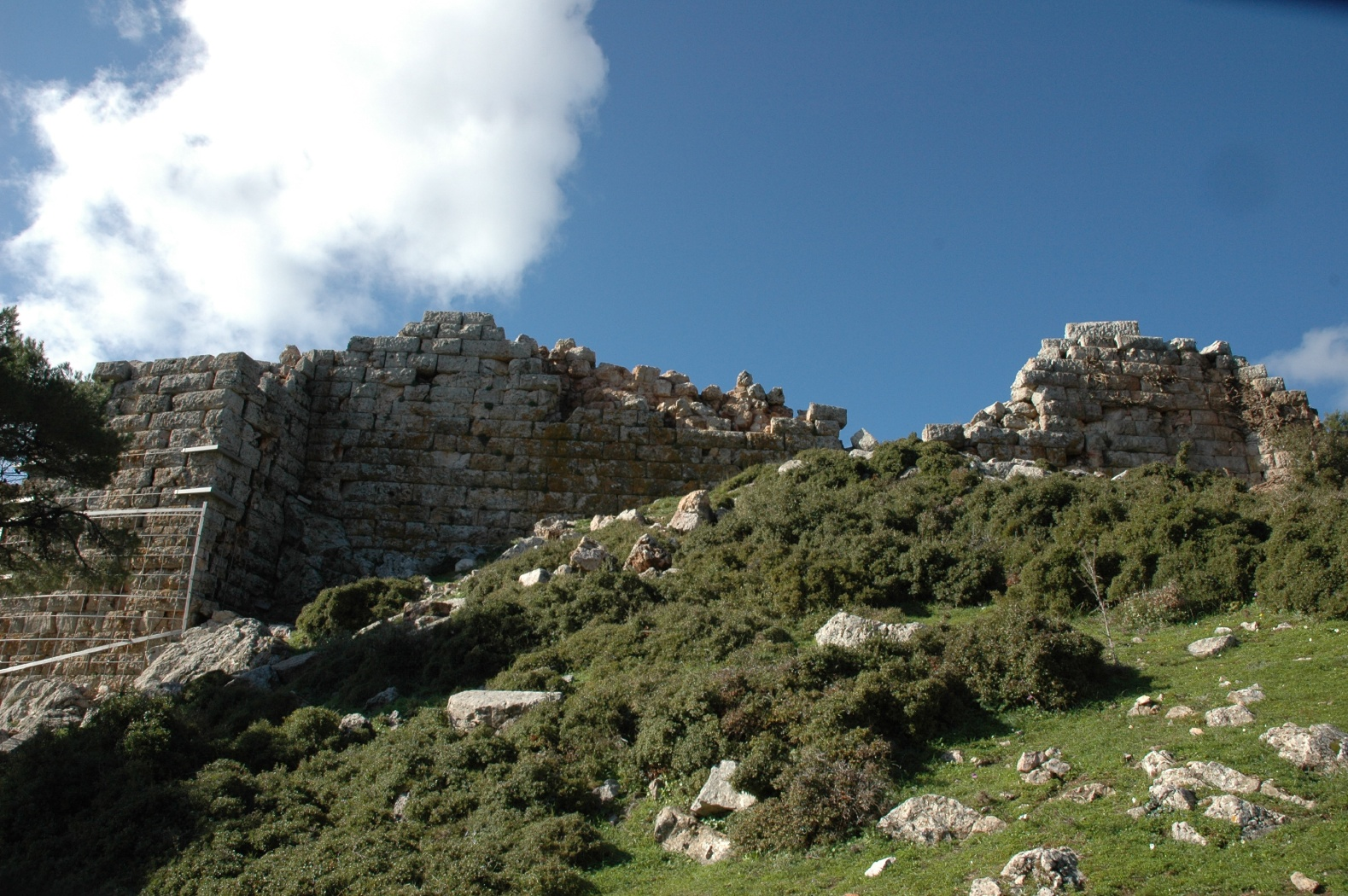
Die Festung

Die Festung Phyle (neugriechisch Φυλή, endbetont ausgesprochen Fili), benannt nach dem gleichnamigen Demos, in dem sie liegt, befindet sich im Parnes-Gebirge in der griechischen Landschaft Attika.
Der Ort ist erstmals im Zusammenhang mit einem Ereignis des Jahres 404 v. Chr. erwähnt (Xenophon, Hellenika 2.4). Die heute sichtbare Festung geht auf das 4. Jahrhundert v. Chr. zurück und wurde auch im 3. Jahrhundert v. Chr. noch genutzt. Sie beherrscht die wichtigste Verbindung zwischen Athen und dem böotischen Theben. Das Haupttor der Festung war von Türmen flankiert, darunter ein im griechischen Festungsbau sehr seltener Rundturm. Die Besatzung bestand aus Epheben, die ein Jahr ihres Dienstes als Grenzwächter verbrachten.